# Caídos del cielo
Caídos del cielo és la sisena pel·lícula del director peruà Francisco José Lombardi. Coproducció peruano-espanyola, va ser estrenada en 1990. La pel·lícula fou seleccionada per representar Perú al Oscar a la millor pel·lícula de parla no anglesa als Premis Oscar de 1990, però finalment no fou nominada.

## Sinopsi
Està ambientada en la Lima de l'any 1989, la fi d'una dècada marcada per la inestabilitat política, severa crisi econòmica per la hiperinflació i la violència terrorista.
S'entrecreuen tres històries, els protagonistes de les quals pertanyen a tres generacions diferents. Una d'elles és la de Lizandro i Cucha, parella d'ancians que han perdut al seu únic fill. Propietaris de diversos immobles, es dediquen a cobrar personalment el lloguer als seus inquilins; tots els seus esforços es concentren en la construcció d'un mausoleu en el cementiri dissenyat pel seu fill mort.
L'altra història és la d'Humberto, reeixit locutor de ràdio d'un programa que dona esperança a la gent, solitari i amb una deformitat en la cara, seqüela d'un accident. Acull en el seu pis de lloguer a una depressiva dona a la qual anomena "Verónica", després de salvar-la d'un intent de suïcidi en un penya-segat. Ella oculta una marcada cicatriu en el ventre que l'inhibeix a mantenir relacions sexuals.
I finalment, la història de l'àvia cega, que viu en una barraca en el penya-segat, amb els seus dos nets, als qui explota i maltracta, obligant-los a anar als femers a recol·lectar menjar per a un porc anomenat "Campeón" que la parella d'ancians Lizandro i Cucha li regalen, amb la venda dels quals planeja obtenir diners per a curar-se la vista. Aquesta última història està basada en el conte Los gallinazos sin plumas de Julio Ramón Ribeyro.

## Repartiment
- Gustavo Bueno - Humberto.
- Marisol Palacios - Verónica.
- Élide Brero - Cucha.
- Carlos Gassols - Lizardo.
- Delfina Paredes - Meche.
- Rafael Garay
- Nelson Ruiz
- Mónica Domínguez
- Hernán Romero
- Alberto Benavides
- Jorge Quiñes
- Ruth Revoredo
- Jorge Rodríguez Paz
- Gilberto Torres
- Gianfranco Brero

## Premis
- 1990: Guanyadora del Goya a la millor pel·lícula estrangera de parla hispana.[5]
- 1990: Millor pel·lícula del Festival Internacional de Cinema de Mont-real.[6]
- 1990: Premi Especial del Jurat. Festival de Cinema Llatinoamericà de Biarritz.[6]